# Deraeocoris morio
Deraeocoris morio är en insektsart som först beskrevs av Karl Henrik Boheman 1852.  Deraeocoris morio ingår i släktet Deraeocoris, och familjen ängsskinnbaggar. Arten är reproducerande i Sverige.